# Walter Feistritzer
Walter Feistritzer (* 21. April 1920 in Wien; † Januar 1981 ebenda) war ein österreichischer Eishockeyspieler.

## Karriere
Walter Feistritzer spielte ab 1936 erst für den Wiener Eislauf-Verein und nach dem 1939 erfolgten Zusammenschluss mit dem EK Engelmann Wien zur Wiener EG spielte er für diese, mit der er 1940 deutscher Meister wurde. 1941 wurde er zum Mannheimer ERC versetzt, bevor er ab 1943 für die KSG Brandenburg/Berliner Schlittschuhclub spielte. Nach dem Zweiten Weltkrieg spielte er ab Februar 1946 erneut für den Wiener Eislauf-Verein.
International spielte er für die österreichische Eishockeynationalmannschaft bei der Eishockey-Weltmeisterschaft 1938 und nach 1938 für die deutsche Eishockeynationalmannschaft, für die er an der Eishockey-Weltmeisterschaft 1939 teilnahm. Nach dem Zweiten Weltkrieg spielte er wieder für die österreichische Nationalmannschaft bei den Olympischen Winterspielen 1948 und bei der Eishockey-Weltmeisterschaften 1947 und 1949.